# Krig og Kærlighed
Krig og Kærlighed er en dansk stumfilm fra 1918, der er instrueret af Holger-Madsen efter manuskript af Alfred Kjerulf.

## Handling
Denne artikel mangler et handlingsreferat. Hjælp os med at skrive det.

## Medvirkende
- Philip Bech - Grev von Bähncke
- Henny Lauritzen - Grevinden
- Alma Hinding - Elin, greve-datter
- Peter Nielsen - Oberst Marenski
- Henry Seemann - Løjtnant Thannen
- Axel Mattsson
- Alf Blütecher
- Franz Skondrup
- Moritz Bielawski